# Ptesimopsia
Ptesimopsia is een geslacht van kevers uit de familie  
kniptorren (Elateridae).
Het geslacht is voor het eerst wetenschappelijk beschreven in 1975 door Costa.

## Soorten
Het geslacht omvat de volgende soorten:
- Ptesimopsia brunnea Costa, 1975
- Ptesimopsia candezei (Fauvel, 1861)
- Ptesimopsia elongata Costa, 1975
- Ptesimopsia gracilis Rosa, 2004
- Ptesimopsia lucifuga (Curtis, 1839)
- Ptesimopsia luscinia Costa, 1975
- Ptesimopsia parallela (Germar, 1841)
- Ptesimopsia pyraustes (Germar, 1841)